# Giorgio Gusmini
Giorgio Gusmini (ur. 9 grudnia 1855 w Gazzaniga, zm. 24 sierpnia 1921 w Bolonii) – włoski duchowny katolicki, arcybiskup Bolonii i kardynał.

## Życiorys
Ukończył seminarium w rodzinnej diecezji Bergamo, a także rzymskie Ateneum "S. Apolinare", gdzie uzyskał doktoraty z filozofii i teologii. Święcenia kapłańskie otrzymał 8 września 1878 w Rzymie, z rąk abpa. Giulio Lenti, wiceregenta Rzymu. W latach 1882–1888 wykładał w seminarium w Bergamo, później także w Collegio San Alessandro. W latach 1888–1910 pracował duszpastersko w rodzimej diecezji. Był m.in. archiprezbiterem i dziekanem w Clusone, a także rektorem parafii S. Alessandro in Colonna, największej pod względem liczby wiernych parafii w Bergamo.
15 kwietnia 1910 otrzymał nominację na biskupa diecezji Foligno. Sakry udzielił mu Giacomo Radini Tedeschi, ówczesny ordynariusz Bergamo. 8 września 1914 przeniesiony na metropolię Bolonia jako następca Giacomo della Chiesa, który został wybrany na papieża (Benedykt XV). Na konsystorzu z grudnia 1915 otrzymał kapelusz kardynalski. Umarł po długiej chorobie i pochowany został początkowo na cmentarzu kartuzjańskim w Bolonii. W roku 1923 ciało przeniesiono do katedry metropolitalnej.